# خوشه آب

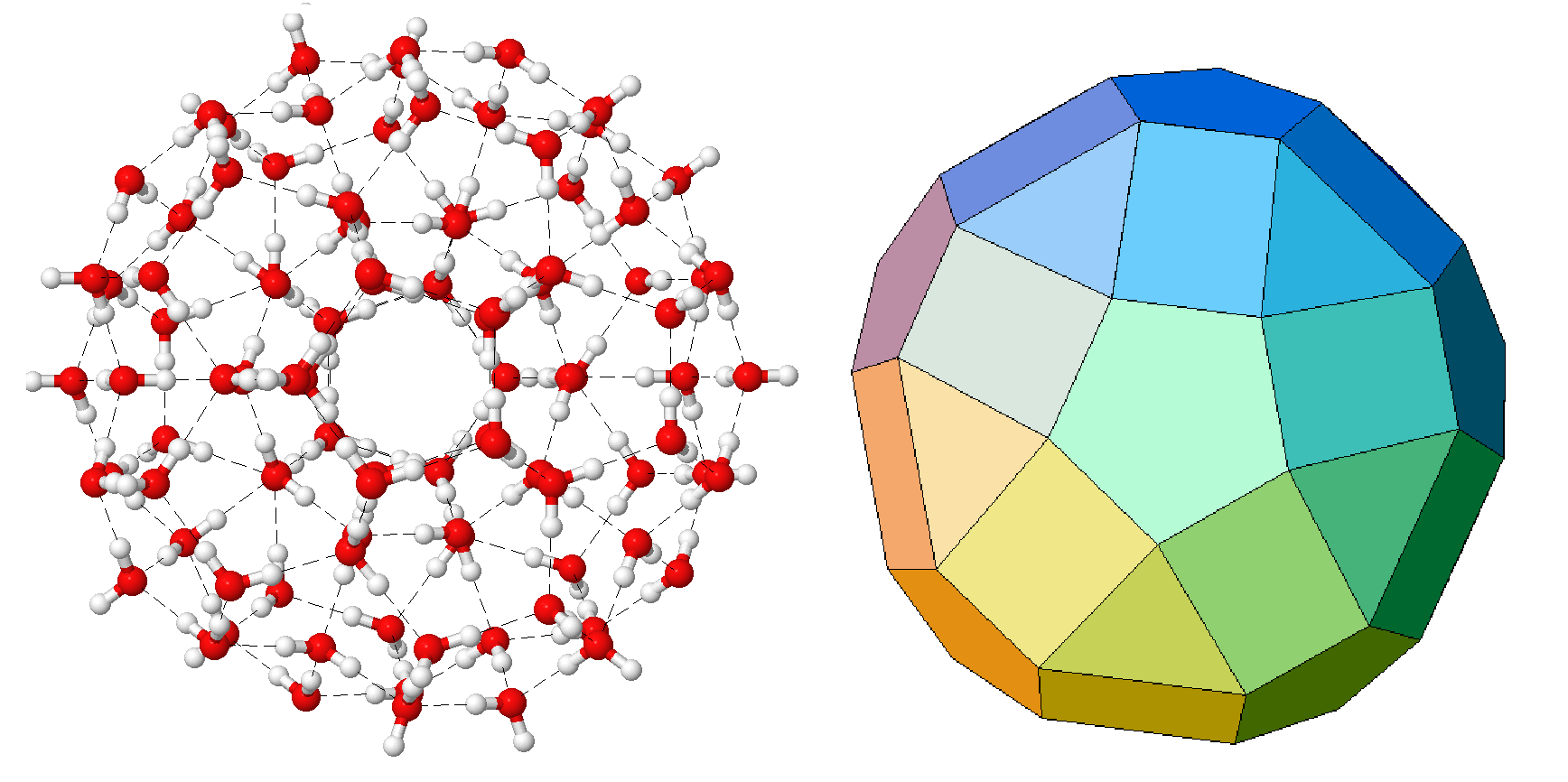
خوشه آب بیست‌وجهی _{100}(H_{2}O) فرضی و ساختار زیربنایی.

در شیمی، یک خوشه آب (به انگلیسی: water cluster) مجموعه‌ای مجزا با پیوند هیدروژنی یا خوشه‌ای از مولکول‌های آب است. بسیاری از این خوشه‌ها توسط مدل‌های نظری (درون‌رایانه‌ای) پیش‌بینی شده‌اند، و برخی به صورت تجربی در زمینه‌های مختلف مانند یخ، آب مایع حجیم، در فاز گاز، در مخلوط‌های رقیق با حلال‌های غیرقطبی و به‌عنوان آب هیدراتاسیون در شبکه‌های کریستالی شناسایی شده‌اند. ساده‌ترین مثال دوپار آبی 2(H2O) است.
خوشه‌های آب به عنوان توضیحی برای برخی از خواص غیرعادی آب مایع، مانند تغییرات غیرعادی چگالی آن با دما، پیشنهادشده است. خوشه‌های آب نیز در پایدارسازی ساختارهای فرازمولکولی خاص نقش دارند. انتظار می‌رود که آنها همچنین در هیدراتسیون مولکول‌ها و یون‌های محلول در آب نقش داشته باشند.